# Чемпіонат світу з хокею із шайбою 2016 (дивізіон III)
Чемпіонат світу з хокею із шайбою 2016 — чемпіонат світу з хокею із шайбою, який пройшов у турецькому Стамбулі з 31 березня по 6 квітня 2016. Збірна ОАЕ відмовилась від участі.

## Учасники
| Збірна                     | Результати 2015 року                 |
| -------------------------- | ------------------------------------ |
| ПАР                        | 6-е місце у Дивізіоні ІІ В           |
| Туреччина                  | Господарі, 2-е місце у Дивізіоні ІІІ |
| Люксембург                 | 3-є місце у Дивізіоні ІІІ            |
| Гонконг                    | 4-е місце у Дивізіоні ІІІ            |
| Грузія                     | 5-е місце у Дивізіоні ІІІ            |
| Об'єднані Арабські Емірати | 6-е місце у Дивізіоні ІІІ            |
| Боснія і Герцеговина       | 7-е місце у Дивізіоні ІІІ            |

## Таблиця
| М | Збірна               | І | В | ВО | ПО | П | Ш     | О  | 1    | 2    | 3    | 4    | 5    | 6    |
| - | -------------------- | - | - | -- | -- | - | ----- | -- | ---- | ---- | ---- | ---- | ---- | ---- |
| 1 | Туреччина            | 5 | 5 | 0  | 0  | 0 | 35-11 | 15 | ***  | 5:4  | 7:2  | 10:2 | 8:2  | 5:1  |
| 2 | Грузія               | 5 | 4 | 0  | 0  | 1 | 37-13 | 12 | 4:5  | ***  | 6:5  | 5:0  | 8:0  | 14:3 |
| 3 | ПАР                  | 5 | 3 | 0  | 0  | 2 | 29-16 | 9  | 2:7  | 5:6  | ***  | 3:2  | 10:0 | 9:1  |
| 4 | Люксембург           | 5 | 2 | 0  | 0  | 3 | 24-19 | 6  | 2:10 | 0:5  | 2:3  | ***  | 13:0 | 7:1  |
| 5 | Боснія і Герцеговина | 5 | 1 | 0  | 0  | 4 | 7-43  | 3  | 2:8  | 0:8  | 0:10 | 0:13 | ***  | 5:4  |
| 6 | Гонконг              | 5 | 0 | 0  | 0  | 5 | 10-40 | 0  | 1:5  | 3:14 | 1:9  | 1:7  | 4:5  | ***  |

## Нагороди
Найкращі гравці, обрані дирекцією ІІХФ.
- Найкращий воротар:  Ерол Кахраман
- Найкращий захисник:  Андре Мараїс
- Найкращий нападник:  Борис Кошкін

IIHF.com [Архівовано 7 квітня 2016 у Wayback Machine.]
Найкращі гравці кожної з команд
- Адмір Пілав
- Борис Кошкін
- Ка Хо Вонг
- Роні Шеєр
- Андре Мараїс
- Каан Салт

IIHF.com [Архівовано 7 квітня 2016 у Wayback Machine.]